# The Shoplifter's Union
The Shoplifter's Union är en EP av The Fine Arts Showcase, utgiven 2006 på Adrian Recordings. Titelspåret samt originalversionen av "Chemical Girl" återfinns på bandets andra studioalbum Radiola, vilket utgavs samma år.

## Låtlista
1. "The Shoplifter's Union" – 2:55
2. "Chemical Girl (New Gaze Early Demo Version)" – 3:51
3. "Chemical Girl (the Field Guitar Remix)" – 6:08 (remix av The Field)
4. "Chemical Girl (Familjen Remix)" – 4:18
5. "Chemical Girl (Monkeyman at the Control Remix)" – 3:04
6. "Chemical Girl (Project-X Remix)" – 3:03

### Fotnoter
1. ↑  ”The Shoplifter's Union”. Discogs.com. http://www.discogs.com/Fine-Arts-Showcase-The-Shoplifters-Union/master/408992. Läst 19 december 2012.